# David L. Hill
David Lawrence Hill (Booneville, 11 de noviembre de 1919 - Brighton, 14 de diciembre de 2008) fue un físico nuclear estadounidense que trabajó en el Proyecto Manhattan en la Segunda Guerra Mundial y fue director de la Federación de Científicos Estadounidenses. Es mejor conocido por su testimonio de 1959 contra la nominación de Lewis Strauss como Secretario de Comercio de los Estados Unidos.
Hill nació en Booneville, Misisipi. Después de graduarse del Instituto Tecnológico de California en 1942, se unió al equipo de Enrico Fermi en el Laboratorio Metalúrgico de Chicago, donde permaneció durante la guerra. Formó parte del equipo de científicos que construyó el Chicago Pile.1, el primer reactor nuclear artificial del mundo. En 1945 fue uno de los 70 científicos que firmaron la petición Szilárd pidiendo al presidente Harry S. Truman que advirtiera a los japoneses antes del uso de la bomba atómica.
Hill se casó con Mary Shadow el 31 de diciembre de 1950, con quien tuvo siete hijos.
Después de la guerra, recibió su Ph.D. en física nuclear de la Universidad de Princeton en 1951. Su asesor de doctorado fue John Archibald Wheeler. Fue profesor asistente en la Universidad Vanderbilt y luego, de 1954 a 1958, trabajó como físico teórico en el Laboratorio Nacional de Los Álamos.
En 1959, Hill fue presidente de la Federación de Científicos Estadounidenses. En ese cargo, testificó ante el Comité de Comercio del Senado de los Estados Unidos para oponerse a la nominación de Lewis Strauss como Secretario de Comercio por parte del presidente Dwight D. Eisenhower, diciendo que «la mayoría de los científicos de este país preferirían ver al Sr. Strauss completamente fuera del Gobierno». Hill acusó a Strauss de falta de integridad, una búsqueda obsesiva de aprobación personal, arrogancia persistente y venganza personal. Entre los temas citados estaba la oposición de Strauss al envío de radioisótopos a Noruega en 1949 y su papel en la audiencia de seguridad que eliminó la autorización de seguridad de Robert Oppenheimer. El testimonio de Hill llevó al Senado a votar en contra de la confirmación de Strauss.
Hill pasó la última parte de su carrera trabajando en el sector privado, fundando empresas de investigación y desarrollo, incluida Nanosecond Systems Inc., un fabricante de equipos de medición de alta precisión, y sirviendo como presidente de Harbor Research Corp., una empresa de inversión y ejecución de patentes. Tuvo siete hijos con su esposa Mary, quien murió en 1992.
Hill aparece como un personaje en la película Oppenheimer de Christopher Nolan de 2023, interpretado por Rami Malek.

## Obras citadas
- Cornwell, Ilene (1989). Biographical Directory of the Tennessee General Assembly Volume IV: 1931-1951. Tennessee Historical Commission. ISBN 0874020085.

- Datos: Q93768470